# メアリー・スパイサー
メアリー・スパイサー（Mary Spicer、女性、1987年7月3日 - ）は、アメリカ合衆国のバレーボール選手。ポジションはセッター。アメリカ代表。

## 来歴
2004年、ジュニア代表として北中米ジュニア選手権で金メダルを獲得した。2005年、カリフォルニア大学ロサンゼルス校に進学し、バレーボール選手としてのキャリアを開始する。2008年、アメリカ代表に初選出される。2010年にはモントルーバレーマスターズで銀メダル、ワールドグランプリでは金メダルを獲得した。
2010-11シーズン、ポーランドリーグのPałac Bydgoszczでプレーし、翌シーズンはアゼルバイジャンリーグの強豪ラビタ・バクーに移籍した。2012-13シーズンのアゼルバイジャンリーグで優勝を果たした。

## 球歴
- ワールドグランプリ - 2010年

## 受賞歴
- 2010年 - プエルトリコリーグ　ベストサーバー賞

## 所属クラブ
- カリフォルニア大学ロサンゼルス校（2005-2008年）
- USA National Team（2008-2009年）
- Leonas de Ponce（2010年）
- Pałac Bydgoszcz（2010-2011年）
- ラビタ・バクー（2011-2012年）
- ロコモティフ・バクー（2012-2013年）
- 上海（2013-2014年）